# Сатклифф, Джон Уилли
Джон Уи́льям Са́тклифф (англ. John William "J.W." Sutcliffe; 14 апреля 1868 — 7 июля 1947), более известный как Джон Уи́лли Са́тклифф — английский футболист и регбист. Стал последним спортсменом, сыгравшим одновременно за сборные Англии по футболу и по регби.

## Профессиональная карьера
Начал профессиональную карьеру в регбийном клубе «Брэдфорд». Затем перешёл в клуб «Хекмондуайк». В 1889 году сыграл один матч за национальную сборную Англии по регби. В том же году Регбийный союз дисквалифицировал «Хекмондуайк» из турниров, и Джон Сатклифф решил попробовать себя в новой роли футболиста, перейдя в клуб «Болтон Уондерерс».
В «Болтоне» он играл на позиции вратаря. Выступал достаточно успешно, став основным голкипером клуба, а в 1893 году получил вызов в английскую футбольную сборную, за которую в итоге провёл 5 матчей.
В 1894 году вместе с «Болтоном» добрался до финала Кубка Англии, в котором его команда уступила «Ноттс Каунти» со счётом 1:4.
В 1902 году перешёл в клуб Южной футбольной лиги «Миллуолл Атлетик», но уже в следующем сезоне покинул команду. Его новым клубом стал «Манчестер Юнайтед». Дебютировал за «красных» 5 сентября 1903 года в матче против «Бристоль Сити», который завершился вничью со счётом 2:2. В сезоне 1903/04 провёл за «Юнайтед» 28 матчей. В январе 1905 года перешёл в «Плимут Аргайл». На тот момент ему было 36 лет. Выступал за клуб до 1912 года, проведя за «пилигримов» 218 матчей. Свой последний матч за «Плимут Аргайл» сыграл 8 апреля 1912 года накануне своего 44-летия. В 1912 году перешёл в «Саутенд Юнайтед», где был играющим тренером.
В 1914—1915 годах был тренером клуба «Витесс». После окончания войны переехал в Брадфорд, где работал в тренерском штабе «Брэдфорд Сити».